# 몬테부오노
몬테부오노(이탈리아어: Montebuono)는 이탈리아 라치오주 리에티도에 위치한 코무네다. 로마로부터 북쪽 50km, 리에티로부터 서쪽 12km 거리에 있다.